# Goetjensorter Wettern

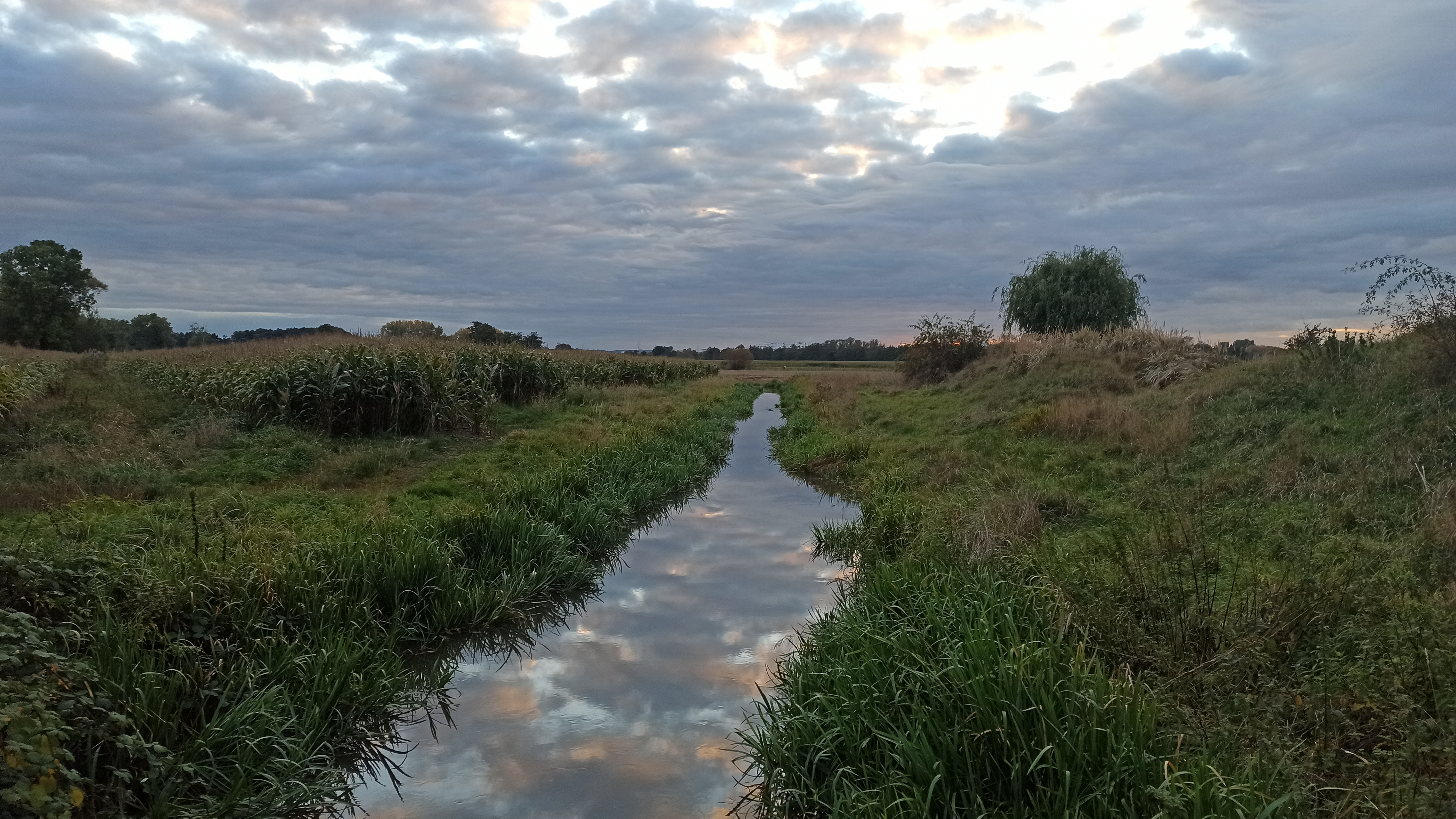
Goetjensorter Wettern kurz vor der Mündung

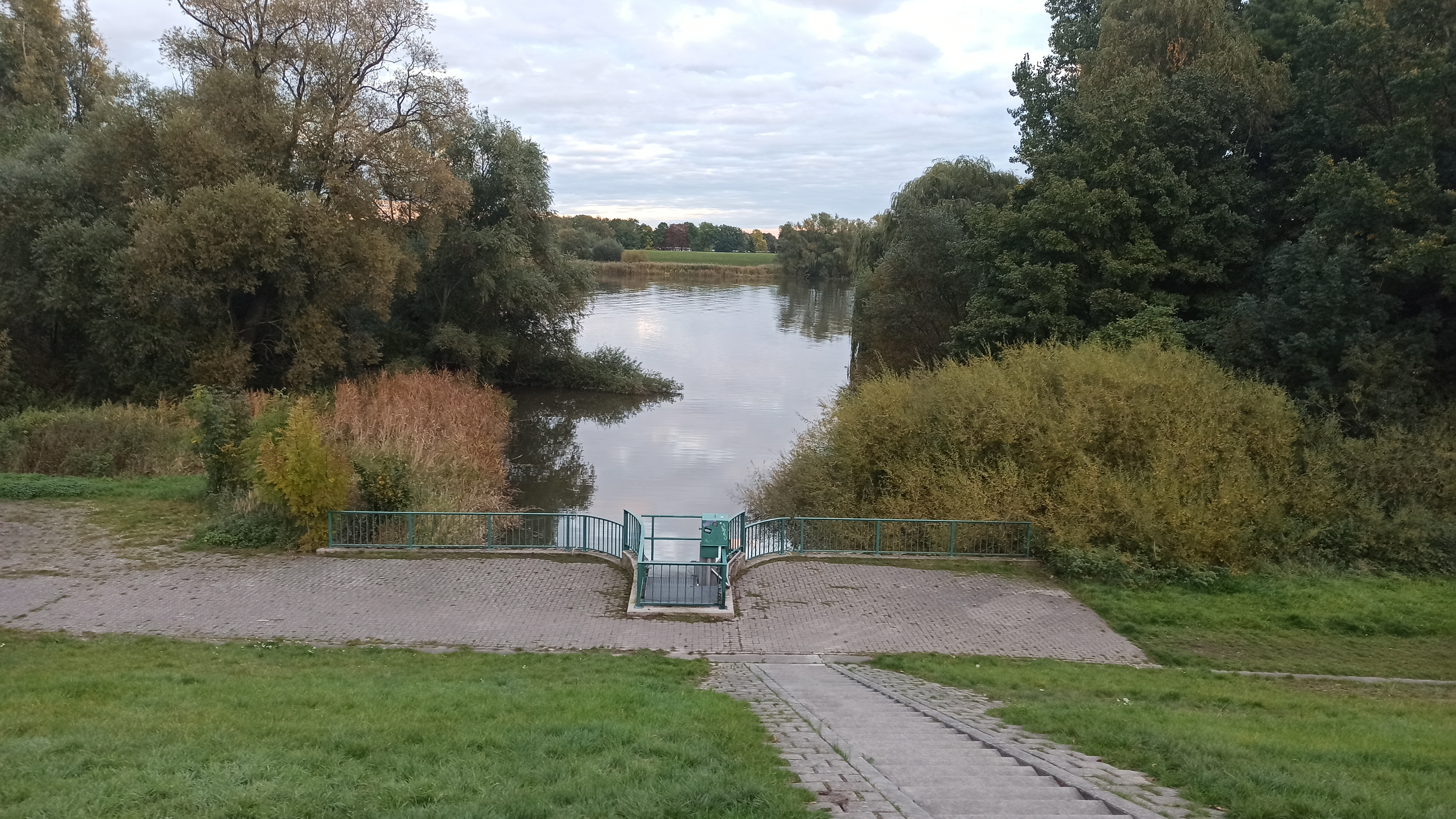
Mündung in die Norderelbe

Die Goetjensorter Wettern ist eine ca. 900 m lange Wettern in Hamburg-Wilhelmsburg. Sie verbindet die Norderelbe mit der Stillhorner Wettern, der Rethwettern und der Neuen Höder Wettern.
Sie verläuft unter den Straßen Jakobsberg, Siedenfelder Weg, Einlagedeich und Siedenfelder Hauptdeich hindurch.